# Eponymenliste
Eine Eponymenliste war im Altertum ein schriftliches Verzeichnis der Namen wichtiger Staatsbeamter, nach denen jeweils ein Jahr benannt war.

## Assyrische Eponymenliste
Im assyrischen Reich wurde nach dem Regierungsjahr des Königs oder nach dem eponymen Beamten (līmu, altassyrisch līmum) datiert. Die Reihenfolge dieser Beamten und die wichtigsten Ereignisse aus diesem Jahr wurden in Eponymenlisten festgehalten. Ein typischer Eintrag lautet etwa: „Im Jahr des eponymen Beamten Bêl-iqišanni, Statthalter von Šibhiniš, (Feldzug) gegen Hubuškia.“
Das älteste so überlieferte Datum ist 1876/75 v. Chr. Für die Zeit zwischen 892 und 648 v. Chr. liegen durchgehende Listen vor. Das Amt war offensichtlich hohen Beamten vorbehalten, meist Provinzstatthaltern, seit der mittelassyrischen Zeit konnte auch der König selber līmu werden. Salmanassar III. etwa war 827/26 v. Chr. līmu, Šamši-Adad V. 823/22, Aššur-nirari V. 753/752.
Als līmu sind zum Beispiel belegt:
- Aššur-bêla-kaʾʾin, oberster Heerführer (856/855 v. Chr.)
- Aššur-bunaja-usur, königlicher Mundschenk (855/854 v. Chr.)
- Abi-ina-ekalli-lilbur, Herold des königlichen Palastes (854/853 v. Chr.)
- Aššur-taklak, königlicher Haushofmeister (805/804 v. Chr.)
- Mutakkil-Marduk, oberster Eunuch (798/797 v. Chr.)

In neuassyrischer Zeit scheint sich eine feste Reihenfolge herausgebildet zu haben, in dem der König in seinem ersten Regierungsjahr līmu war, gefolgt von den hohen Hofbeamten und den Provinzstatthaltern in der Reihenfolge ihrer Bedeutung.
Aus dem Eponymenjahr des Bur-Saggile, Statthalter von Guzana, ist eine Sonnenfinsternis überliefert, die auf Grund astronomischer Berechnungen auf den 8. Juni 763 v. Chr. datiert wird und zur zeitlichen Verankerung der Liste dient. In der Fachliteratur wird dieses fixe Datum oft mit 15. Juni angegeben, was jedoch nach dem proleptischen julianischen Kalender 763 v. Chr. berechnet ist. Der Frühlingsanfang fiel im direkten Vergleich auf den 28. März. In Umrechnung auf den heutigen gregorianischen Kalender müssen daher 7 Tage in Abzug gebracht werden. Es ergibt sich daraus der 8. Juni.
Das Eponymat begann üblicherweise im Monat sippu. In unruhigen Zeiten, z. B. beim Fall des Reiches verwendeten manche Orte (z. B. Dur-Katlimmu) eigene Eponyme.
Wochen-Eponyme hießen hamuštum. Aus der Handelskolonie Kaneš sind die Namen der Wocheneponyme überliefert, darunter sind auch Einheimische.

## Römische Zeit
In römischer Zeit wurden ebenfalls Eponymenlisten erstellt, die sogenannten fasti consulares.